# ضربه دوجانبه
ضربه دوجانبه (به انگلیسی: Double Impact) یک فیلم سینمایی آمریکایی در ژانر اکشن و جنایی محصول سال ۱۹۹۱ به نویسندگی و کارگردانی شلدون لتیچ با بازی ژان کلود ون دم در دو نقش است.

## داستان فیلم
داستان دو برادر به نام‌های چد و الکس است که پدر و مادرشان در بچگی این دو به قتل می‌رسند. پرستار آن دو، الکس را سر راه می‌گذارد و فرانکی -دوست خانوادگی- چد را بزرگ می‌کند. ۲۵ سال بعد در حالی است که چد در یک باشگاه هنرهای رزمی درس می‌دهد و الکس یک خلافکار به تمام معناست…

## بازیگران
- ژان کلود ون دم … الکس واگنر / چاد واگنر
- بلو یانگ … مون
- جفری لوئیس … فرانک آوری
- آلن اسکارف … نایجل گریفیث
- فیلیپ چان … ریموند ژانگ
- کوری اورسون … کارا
- پیتر مالوتا … بادیگارد
- جولی استراین … یکی از دانش آموزان چاد
- جان شوم … افسر پلیس هنگ کنگ

## تولید
گزارش شده‌است که ون دام ۶۰۰ هزار دلار برای این فیلم دستمزد دریافت کرده‌است. او که می‌خواست از ژانر فیلم‌های هنرهای رزمی که به خاطر آن بسیار مشهور شده بود جدا شود، امیدوار بود بازی در نقش دوگانه چاد و الکس تصویر او را تغییر دهد و به او در انجام این کار کمک کند. «[الکس] خشن است و [چاد] نه، بنابراین مخاطبان [تضاد] را در کار من خواهند دید.» قبل از اکران فیلم، او به لس آنجلس تایمز گفته بود: «اگر من در فیلم‌های هنرهای رزمی بمانم، مردم از فیلم‌های من خسته می‌شوند.» ظاهراً دیدن جرمی آیرونز در نقش دوگانه در شباهت کامل (۱۹۸۸) بر تصمیم ون دام تأثیر گذاشته‌است.

### فیلمنامه
کارگردان شلدون لتیچ به همراه ون دام فیلمنامه را نوشته‌است. الهام از برادران کورسی اثر الکساندر دوما گرفته شده‌است. رمانی در سال ۱۸۴۴ دربارهٔ دوقلوهایی که در بدو تولد از هم جدا شده‌اند و در بزرگسالی همدیگر را پیدا می‌کنند.

#### فیلمبرداری
فیلمبرداری فیلم در سانتا کلاریتا، کالیفرنیا (صحنه دوجو) و بیشتر صحنه‌ها در هنگ کنگ انجام شد. مخفیگاه مورد استفاده الکس و چاد در مونگ تونگ وان در مسیر چی ما وان در جزیره لانتانو فیلمبرداری شد.

## دنباله لغو شده
ون دام و لتیچ «سال‌های زیادی» دربارهٔ یک دنباله بالقوه بحث می‌کردند. در همان سال، لتیچ درمان را بر اساس داستانی از ون دام تکمیل کرد. «به همراه ۲۵ صفحه فیلمنامه.» برنامه‌های دنباله‌دار تا سال ۲۰۱۵ از بین رفت. دنباله آن «جاه طلبانه» بود و تولید آن گران تمام می‌شد.